# Holalu, Mandya
Holalu là một làng thuộc tehsil Mandya, huyện Mandya, bang Karnataka, Ấn Độ.